# Olympische Jugend-Winterspiele 2016/Ski Alpin
Bei den Olympischen Jugend-Winterspielen 2016 in Lillehammer fanden vom 12. bis 21. Februar 2016 insgesamt neun Wettbewerbe im alpinen Skilauf statt. Austragungsort war das Skigebiet Hafjell in Øyer. Im Gegensatz zu den vorherigen Spielen wurde die Teamgröße im Mannschaftswettbewerb von 4 auf 2 Athleten reduziert.

## Bilanz

### Medaillenspiegel
| Platz  | Land               | Gold | Silber | Bronze | Gesamt |
| ------ | ------------------ | ---- | ------ | ------ | ------ |
| 1      | Schweiz            | 3    | –      | 2      | 5      |
| 2      | Vereinigte Staaten | 3    | –      | –      | 3      |
| 3      | Österreich         | 2    | 1      | 1      | 4      |
| 4      | Deutschland        | –    | 1      | 2      | 3      |
| 5      | Italien            | –    | 1      | 1      | 2      |
| 6      | Japan              | –    | 1      | –      | 1      |
| 6      | Kanada             | –    | 1      | –      | 1      |
| 6      | Russland           | –    | 1      | –      | 1      |
| 6      | Schweden           | –    | 1      | –      | 1      |
| 9      | Finnland           | –    | –      | 1      | 1      |
| 9      | Slowenien          | –    | –      | 1      | 1      |
| 9      | Norwegen           | –    | –      | 1      | 1      |
| Gesamt | Gesamt             | 9    | 9      | 9      | 27     |

### Medaillengewinner
| Disziplin          | Gold                           | Silber                               | Bronze                          |
| ------------------ | ------------------------------ | ------------------------------------ | ------------------------------- |
| Männer             |                                |                                      |                                 |
| Super-G            | River Radamus                  | Pietro Canzio                        | Manuel Traninger                |
| Riesenslalom       | River Radamus                  | Yōhei Koyama                         | Anton Grammel                   |
| Slalom             | Manuel Traninger               | Filip Vennerström                    | Odin Vassbotn Breivik           |
| Alpine Kombination | River Radamus                  | Manuel Traninger                     | Pietro Canzio                   |
| Frauen             |                                |                                      |                                 |
| Super-G            | Nadine Fest                    | Julia Scheib                         | Aline Danioth                   |
| Riesenslalom       | Mélanie Meillard               | Katrin Hirtl-Stanggaßinger           | Aline Danioth                   |
| Slalom             | Aline Danioth                  | Ali Nullmeyer                        | Meta Hrovat                     |
| Alpine Kombination | Aline Danioth                  | Mélanie Meillard                     | Katrin Hirtl-Stanggaßinger      |
| Mixed              |                                |                                      |                                 |
| Mannschaft         | Jonas Stockinger/Lucia Rispler | Alexei Konkow/Anastassija Silantjewa | Sampo Kankkunen/Riikka Honkanen |

## Jungen

### Super-G
| Platz | Land | Sportler         | Zeit        |
| ----- | ---- | ---------------- | ----------- |
| 1     | USA  | River Radamus    | 1:10,62 min |
| 2     | ITA  | Pietro Canzio    | 1:10,65 min |
| 3     | AUT  | Manuel Traninger | 1:11,03 min |
| 4     | FIN  | Sampo Kankkunen  | 1:11,04 min |
| 5     | DEN  | Marcus Vorre     | 1:11,31 min |
| 6     | SUI  | Joël Oehrli      | 1:11,41 min |

Datum: 13. Februar

Weitere Teilnehmer aus deutschsprachigen Ländern:

 Moritz Opetnik: 8. Platz

 Maurus Sparr: 14. Platz

 Anton Grammel: 25. Platz

 Silvan Marxer: 28. Platz

### Riesenslalom
| Platz | Land | Sportler         | Zeit        |
| ----- | ---- | ---------------- | ----------- |
| 1     | USA  | River Radamus    | 2:35,05 min |
| 2     | JAP  | Yōhei Koyama     | 2:36,12 min |
| 3     | GER  | Anton Grammel    | 2:36,54 min |
| 4     | AUT  | Manuel Traninger | 2:36,60 min |
| 5     | CRO  | Samuel Kolega    | 2:37,92 min |
| 6     | FIN  | Sampo Kankkunen  | 2:38,54 min |

Datum: 17. Februar

Weitere Teilnehmer aus deutschsprachigen Ländern:

 Joël Oehrli: 9. Platz

 Maurus Sparr: 10. Platz

 Moritz Opetnik: 15. Platz

 Silvan Marxer: 21. Platz

### Slalom
| Platz | Land | Sportler              | Zeit        |
| ----- | ---- | --------------------- | ----------- |
| 1     | AUT  | Manuel Traninger      | 1:38,74 min |
| 2     | SWE  | Filip Vennerström     | 1:38,77 min |
| 3     | NOR  | Odin Vassbotn Breivik | 1:40,07 min |
| 4     | CRO  | Samuel Kolega         | 1:40,14 min |
| 5     | ITA  | Pietro Canzio         | 1:40,74 min |
| 6     | AUT  | Moritz Opetnik        | 1:41,11 min |

Datum: 19. Februar

Weitere Teilnehmer aus deutschsprachigen Ländern:

 Jonas Stockinger: 11. Platz

 Maurus Sparr: 21. Platz

### Kombination
| Platz | Land | Sportler          | Zeit        |
| ----- | ---- | ----------------- | ----------- |
| 1     | USA  | River Radamus     | 1:52,87 min |
| 2     | AUT  | Manuel Traninger  | 1:52,94 min |
| 3     | ITA  | Pietro Canzio     | 1:53,65 min |
| 4     | SWE  | Filip Vennerström | 1:53,92 min |
| 5     | FIN  | Sampo Kankkunen   | 1:54,20 min |
| 6     | CZE  | Filip Zabystran   | 1:54,61 min |

Datum: 14. Februar

Weitere Teilnehmer aus deutschsprachigen Ländern:

 Joël Oehrli: 7. Platz

 Anton Grammel: 14. Platz

## Mädchen

### Super-G
| Platz | Land | Sportlerin                 | Zeit        |
| ----- | ---- | -------------------------- | ----------- |
| 1     | AUT  | Nadine Fest                | 1:11,93 min |
| 2     | AUT  | Julia Scheib               | 1:12,56 min |
| 3     | SUI  | Aline Danioth              | 1:12,69 min |
| 4     | SUI  | Mélanie Meillard           | 1:13,05 min |
| 5     | GER  | Katrin Hirtl-Stanggaßinger | 1:13,61 min |
| 6     | NOR  | Kristiane Bekkestad        | 1:13,66 min |

Datum: 13. Februar

Weitere Teilnehmerinnen aus deutschsprachigen Ländern:

 Lucia Rispler: 13. Platz

### Riesenslalom
| Platz | Land | Sportlerin                 | Zeit        |
| ----- | ---- | -------------------------- | ----------- |
| 1     | SUI  | Mélanie Meillard           | 2:33,28 min |
| 2     | GER  | Katrin Hirtl-Stanggaßinger | 2:33,34 min |
| 3     | SUI  | Aline Danioth              | 2:33,95 min |
| 4     | SLO  | Meta Hrovat                | 2:34,23 min |
| 5     | CAN  | Ali Nullmeyer              | 2:34,73 min |
| 6     | GER  | Lucia Rispler              | 2:35,68 min |

Datum: 16. Februar

Weitere Teilnehmerinnen aus deutschsprachigen Ländern:

 Nadine Fest: 8. Platz

 Julia Scheib: 9. Platz

### Slalom
| Platz | Land | Sportlerin                 | Zeit        |
| ----- | ---- | -------------------------- | ----------- |
| 1     | SUI  | Aline Danioth              | 1:43,21 min |
| 2     | CAN  | Ali Nullmeyer              | 1:44,80 min |
| 3     | SLO  | Meta Hrovat                | 1:45,86 min |
| 4     | AUT  | Nadine Fest                | 1:46,18 min |
| 5     | ITA  | Carlotta Saracco           | 1:46,67 min |
| 6     | GER  | Katrin Hirtl-Stanggaßinger | 1:46,77 min |

Datum: 18. Februar

Weitere Teilnehmerinnen aus deutschsprachigen Ländern:

 Lucia Rispler: 8. Platz

### Kombination
| Platz | Land | Sportlerin                 | Zeit        |
| ----- | ---- | -------------------------- | ----------- |
| 1     | SUI  | Aline Danioth              | 1:55,74 min |
| 2     | SUI  | Mélanie Meillard           | 1:56,12 min |
| 3     | GER  | Katrin Hirtl-Stanggaßinger | 1:57,25 min |
| 4     | AUT  | Nadine Fest                | 1:57,35 min |
| 5     | NOR  | Kajsa Vickhoff Lie         | 1:59,41 min |
| 6     | FRA  | Camille Cerutti            | 2:00,12 min |

Datum: 14. Februar

## Gemischt

### Teamwettbewerb
| Platz | Land | Sportler                             |
| ----- | ---- | ------------------------------------ |
| 1     | GER  | Jonas Stockinger Lucia Rispler       |
| 2     | RUS  | Alexei Konkow Anastassija Silantjewa |
| 3     | FIN  | Sampo Kankkunen Riikka Honkanen      |
| 4     | FRA  | Léa Anguenot Kenza Lacheb            |
| 5     | AUT  | Manuel Traninger Nadine Fest         |
| 5     | CAN  | Justin Alkier Ali Nullmeyer          |
| 5     | USA  | River Radamus Keely Cashman          |
| 5     | NOR  | Henrik Thorsby Kajsa Vickhoff Lie    |

Datum: 20. Februar

Der Teambewerb wurde als Parallelslalom ausgetragen, bei dem jeweils ein Mädchen und ein Junge in insgesamt vier Läufen gegeneinander antraten.